# Cuadernos de la cárcel

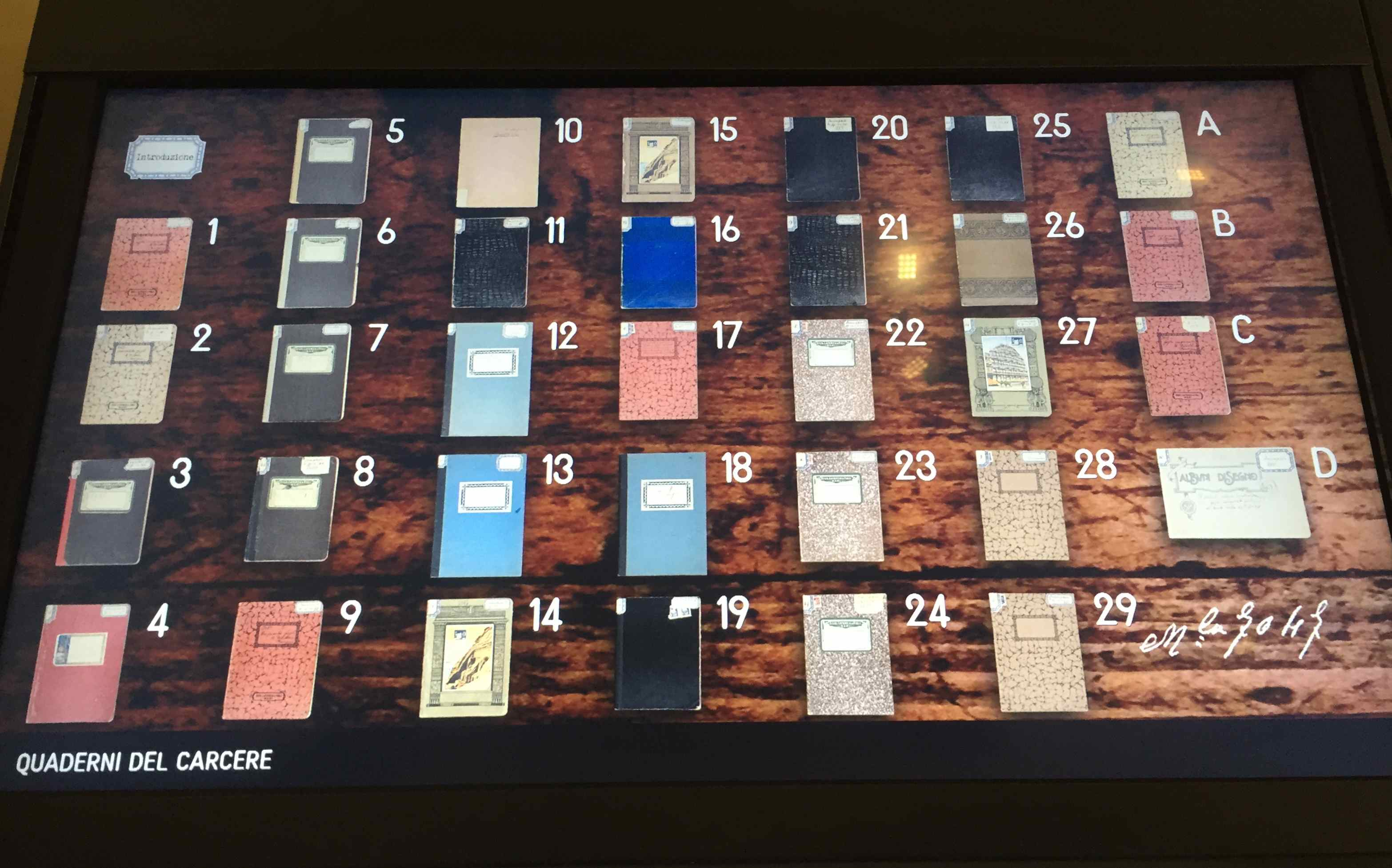
Cuadernos de la prisión (1929-1935), números 1-29, en una muestra en Milán el 2016.

Los Cuadernos de la cárcel (en italiano: Quaderni del carcere) es una serie de ensayos escritos por el marxista italiano Antonio Gramsci. Gramsci fue encarcelado por el régimen fascista italiano en 1926. Los Cuadernos fueron escritos entre 1929 y 1935, cuando Gramsci fue liberado de la prisión por motivos de mala salud. Su amigo, Piero Sraffa, le había proporcionado los útiles de escritura y los cuadernos. Gramsci murió en abril de 1937.
Escribió 33 cuadernos, en total 2848 páginas manuscritas, de historia y análisis durante su encarcelamiento. La primera versión de los manuscritos fue preparada por Palmiro Togliatti en Moscú a partir de 1938, quien los ordenó temáticamente de acuerdo a sus propios criterios, «buscando encauzar la originalidad de Gramsci dentro de los moldes trillados de la ortodoxia stalinista». Esa versión fue editada en Italia en 1948 por la editorial Einaudi, aunque también estuvo la idea de publicar en el mismo orden cronológico en que Gramsci los concibió. Esta nueva versión se publicó en italiano en 1975 en cuatro tomos, gracias al estudioso Valentino Gerratana.
Aunque escrito de forma no sistemática, los Cuadernos de la cárcel se consideran una contribución muy original a la teoría política del siglo XX.

## Temas discutidos en losCuadernos
Los temas más importantes cubiertos se pueden resumir de la siguiente manera:
- la hegemonía, en su sentido más amplio, considerada el arma que permite a una clase mantener el control social de un país;
- el papel de los intelectuales, que deben contribuir a crear las condiciones para que esta hegemonía pase al proletariado;
- consideraciones sobre la filosofía crociana, considerada aceptable por su estructura historicista, pero que debe ser volcada en la prioridad de la esfera ideal sobre la material;
- el análisis de la experiencia del Risorgimento, considerada una revolución fallida, por las contradicciones presentes en las clases hegemónicas para enfrentar y gestionar el cambio estructural del país;
- el estudio del folclore, entendido como expresión de la cosmovisión de las clases dominadas, dotadas de su capacidad de resistencia crítica y revolucionaria a los valores burgueses;
- la questione meridionale (cuestión meridional), o el problema principal de la organización del proletariado, con la necesidad de crear una conciencia de clase revolucionaria para las masas campesinas del sur;
- consideraciones sobre la crítica literaria y artística, con la distinción entre evaluación estética y sociológico-política, y un intento de mediación entre ambas.

### El problema de la hegemonía
En los análisis de Gramsci en los Cuadernos de la cárcel, ya sean políticos, sociales, históricos, filosóficos, literarios o culturales en general, el concepto de hegemonía está constantemente presente, es decir, la forma en que una clase social (o un conjunto de clases) logra ejercer su dominio sobre los demás, qué formas toma, qué instrumentos utiliza, cuáles son sus posibles límites y cómo logra perpetuarse. Este concepto de hegemonía se utiliza más específicamente a través de la cuestión de la formación de una hegemonía del proletariado italiano que le permita ejercer el dominio político e ideológico sobre el país. 
En la Questione meridionale, Gramsci escribe: «El proletariado puede convertirse en una clase dominante y dominante siempre que logre crear un sistema de alianza de clases que le permita movilizar a la mayoría de la población trabajadora contra el capitalismo y el Estado». La conquista de tal mayoría implica que las fuerzas sociales que son su expresión dirigen la política del país en cuestión y dominan las fuerzas sociales que se les oponen. Comprender los diferentes procesos de formación de la hegemonía a lo largo de la historia y los países significa, por tanto, comprender el desarrollo de la sociedad del país y la época en cuestión y determinar las fuerzas sociales que allí actúan. 
Gramsci distingue entre liderazgo —hegemonía cultural y moral— y dominación  —el ejercicio de la fuerza represiva— en los siguientes términos: «La supremacía de un grupo social se manifiesta de dos formas: como dominación y como liderazgo intelectual y moral. Un grupo social domina a los grupos adversarios que tiende a eliminar o subyugar, incluso con la ayuda de la fuerza armada, y gobierna a los grupos cercanos a él y sus aliados. Un grupo social puede e incluso debe ser líder incluso antes de conquistar el poder gubernamental (esta es una de las principales condiciones para esta conquista del poder); luego, cuando ejerce el poder e incluso si lo sostiene firmemente en sus manos, se vuelve dominante, pero debe continuar siendo un líder también».
La hegemonía se puede conquistar, pero también se puede perder: la crisis de hegemonía se manifiesta cuando las clases sociales políticamente dominantes, aunque mantienen su dominio, ya no logran ser líderes de todas las clases sociales, es decir, es decir, no logran resolver los problemas de toda la comunidad e imponer a toda la sociedad su propia concepción global del mundo. La clase social hasta ahora subordinada, si logra indicar soluciones concretas a los problemas dejados sin resolver por la clase dominante, se convierte en líder y, al ampliar su concepción del mundo a otros estratos sociales, crea un nuevo "bloque social" —una nueva alianza de fuerzas sociales— y así se vuelve hegemónica. Tal cambio en el ejercicio de la hegemonía representa un momento revolucionario que, según Gramsci, comienza en el nivel de la superestructura —en el sentido marxista de la esfera política, cultural, ideal y moral—, antes de afectar a la sociedad en su conjunto, en particular en su infraestructura económica, y por lo tanto afectando así a todo el "bloque histórico", término que en Gramsci indica el conjunto formado por la estructura y la superestructura, es decir las relaciones sociales de producción y sus reflejos ideológicos. 

## Ediciones de losCuadernos de la cárcel

### La primera edición de editorial Einaudi

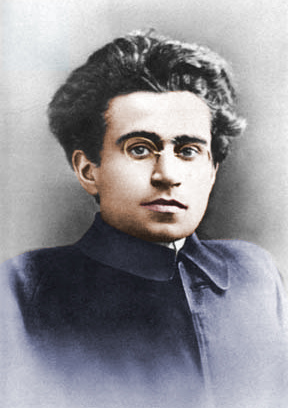
Gramsci, a inicios de la década de 1920.

A la muerte de Gramsci, Palmiro Togliatti activó el Komintern para que los Cuadernos de la cárcel fueran recuperados (probablemente a través de una negociación entre el gobierno soviético y el de Mussolini) y llevados a Moscú a sus archivos. La iniciativa contradecía la voluntad de Gramsci, que en cambio quería cederlos a su esposa Giulia y excluir a Togliatti de su control. Los cuadernos fueron recuperados por la cuñada de Gramsci, Tatiana Schucht, y enviados a Moscú a través de la embajada soviética en Roma poco antes de su regreso a Rusia (noviembre de 1938).
Al final de la Segunda Guerra Mundial, los Cuadernos regresaron a Italia y para Palmiro Togliatti —el líder del Partido Comunista Italiano (PCI)— la publicación del corpus de escritos de Gramsci fue una prioridad. Los Cuadernos habían sido copiados, leídos y meditados por los dirigentes que a fines de la década de 1940 para intentar estructurar una edición. El director de la operación fue Togliatti, quien hasta su muerte en 1964 supervisó y dosificó sabiamente los textos gramscianos. La tarea de mayor responsabilidad por la publicación de los Quaderni fue confiada a Felice Platone, colaborador editorial de Gramsci antes de su arresto.
En abril de 1946, en la revista Rinascita, un artículo de Platone proporciona una descripción física precisa de los Cuadernos y aclara su extraordinaria importancia cultural. El artículo es interesante por la calidad y cantidad de información que proporciona: el ensayo, sin embargo, muestra cierta inconsistencia con el marco conceptual real de la obra gramsciana dado que, según Platone, el tema principal en torno al cual todos los demás temas de los Quaderni es la historia de los intelectuales italianos. Esta afirmación no se corresponde con las intenciones reales de Gramsci: en sus notas no hay subordinación entre un tema y otro, sino una coordinación igual entre los diferentes temas. No cabe duda de que la investigación sobre los intelectuales italianos tiene una especial importancia para la reflexión gramsciana pero «atribuir [...] [a este tema] el papel de hilo conductor y centro de todo el trabajo de los Cuadernos implica el riesgo de una evaluación al fin y al cabo reductiva de la tarea que se había propuesto Gramsci y de los resultados que ha conseguido».
En el artículo citado anteriormente en Rinascita, Platone había mencionado que una comisión debería haber deliberado sobre la mejor elección editorial para la publicación de los Cuadernos. Como se mencionó, la figura dominante en este comité fue Palmiro Togliatti, pero también hay aportes interesantes de otros miembros del equipo editorial. Una propuesta fue publicar con la editorial Einaudi los cuadernos que se consideraban más difíciles de leer y encomendar al periódico L’Unità del Partido Comunista Italiano publicar los Cuadernos para la lectura más inmediata, con el fin de asegurar una amplia distribución. Sin embargo, esta propuesta fue descartada.
También se planteó la propuesta, más directamente vinculada al marco político de la época, de eliminar de los Cuadernos las notas puramente bibliográficas y los resúmenes de libros y artículos de revistas, con el fin de facilitar su lectura global. En otras palabras, a algunos miembros del comité les pareció superfluo insertar notas que no hubieran aportado nada a la idea del pensador político. El propio Platone, sin embargo, mostró dudas sobre esta perspectiva, al anotar en el documento adjunto a los volúmenes destinados al encargo que «[...] eliminaríamos muchos —y en su mayoría muy interesantes— rasgos del cuadro que Gramsci quería dibujar».
En cualquier caso, se realizaron algunos cambios: Piero Sraffa analizó cuidadosamente las Pequeñas notas de Economía que presentaban algunas dificultades conceptuales y, en su opinión, debían ser eliminadas por razones de fondo. Valentino Gerratana señala que no se trata de una censura capaz de alterar el plan de los Cuadernos, sino de una continuación del diálogo intelectual que los dos amigos habían entablado antes y durante la detención de Gramsci. También se eliminaron los cuadernos de traducción y las Notas Autobiográficas, es decir, un fragmento del Cuaderno 15 escrito por Gramsci en marzo de 1933 en un momento de fuerte tensión psicológica y agotamiento físico; aquí, a través de la comparación con el naufragio, Gramsci analiza allí, y en cierto modo justifica allí, el proceso de desintegración "molecular" del personaje que se produce lenta y gradualmente por causas externas e inevitables.
Una de las intervenciones de la comisión editorial resulta interesante para comprender cómo, a partir de 1945-1946, surgió el problema de una hipotética edición crítica. Un documento mecanografiado anónimo de siete páginas, insertado en las actas de la comisión,informa con precisión la propuesta de dos tipos de ediciones diferentes: la primera, "diplomática", a realizarse en un momento posterior, debía ser un riguroso análisis ecdótico de los treinta y tres Cuadernos respetando el orden cronológico y las características del texto manuscrito; la segundo, "popular", debía tener una estructura sencilla y de fácil consulta, para interesar a una mayor parte del público, y debía ser el tipo de publicación a favorecer en el futuro inmediato.
La elección de la comisión se orientó hacia este tipo de publicación definida como "popular"; pero hay que aclarar que la popularidad de esta edición no viene dada por ninguna simplificación del texto de Gramsci y que la edición resultante estaba destinada principalmente a un público culto. Por tanto, no se trataba de un texto muy clarificado, resumido o simplificado para una mayor difusión, sino de una colección de notas de Gramsci que contenían conceptos muy complejos, reflexiones y elaboraciones teóricas especializadas. 
Las Notas de los Cuadernos se dividieron en secciones temáticas y se publicaron progresivamente en seis volúmenes desde 1948 hasta 1951. La división de las notas por tema da a los escritos de Gramsci una estructura más homogénea en comparación con su forma original; además, los índices de los diferentes volúmenes se prestan a una consulta inmediata, que permite rastrear fácilmente los diversos temas tratados por Gramsci en prisión. Se dieron los siguientes títulos a los seis volúmenes:
1. El materialismo histórico y la filosofía de Benedetto Croce (Il materialismo storico e la filosofía di Benedetto Croce, 1948)
2. Intelectuales y organización de la cultura (Gli intelletuali e l'organizzazione della cultura, 1949)
3. El Risorgimento (Il Risorgimento, 1949)
4. Notas sobre Maquiavelo, la política y el estado moderno (Note sul Machiaveli, sulla política e sullo stato moderno, 1949)
5. Literatura y vida nacional (Letteratura e vita nazionale, 1950)
6. Pasado y presente (Passato e presente, 1951)

La publicación de los Cuadernos tuvo resonancia nacional, tanto cultural como políticamente. Cabe recordar que, a los ojos de la opinión pública opuesta al fascismo, Gramsci había asumido durante su encarcelamiento la estatura de un mártir de la opinión pública opuesta al régimen: los periódicos de izquierda publicaron los artículos que había escrito antes de su arresto, se organizaron manifestaciones para su liberación y, en Moscú, sus efigies se erigieron en la Plaza Roja. El PCI también necesitaba sacudir la sensibilidad nacional y fortalecer su base, reverberando esa imagen de Gramsci marxista alineada y leal al partido hasta el final. La operación de política cultural tuvo éxito, al darse cuenta de la hegemonía indiscutible que Gramsci había esperado en los artículos periodísticos y en los Cuadernos: un nutrido grupo de intelectuales comprometidos con diferentes campos culturales y artísticos, en la posguerra, se volvieron leales al Partido Comunista una serie de temas hasta mediados de la década de 1970, cuando el PCI se convirtió en el Partido Comunista más fuerte del mundo occidental. Lo que Gramsci pidió en sus escritos pareció materializarse en el curso de la historia de la Italia republicana: «Es obviamente importante y útil para el proletariado que uno o más intelectuales, individualmente, se adhieran a su programa y a su doctrina, se confundan con el proletariado, se conviertan y se sientan parte integrante de él».

### La edición crítica de Valentino Gerratana
Tras la publicación de la primera edición de los Cuadernos de 1948 a 1951, quedó pendiente la primera solución contemplada por la comisión editorial, la de una edición diplomática: tendrían que pasar veinticinco años desde entonces para que esta sea elaborada por Valentino Gerratana bajo los auspicios del Instituto Gramsci y publicado por Einaudi en 1975 en Turín en cuatro volúmenes.
El trabajo es abordado a partir del progreso cronológico de la escritura de Gramsci, es decir, logra resaltar las distintas etapas de la redacción del texto, con miras a interpretar las formas en que fue concebido. En realidad, alcanzar este resultado no es nada fácil: como ya se mencionó, la forma original de los Cuadernos crea muchos problemas de lectura. Gramsci, de hecho, no escribió de forma gradual y temática, sino que trabajó en varios temas en un mismo conjunto de páginas; además, a menudo dejaba espacios en blanco avanzando más, solo para volver más tarde para llenarlos; y cuenta con numerosas notas cronológicamente más recientes que preceden cronológicamente a las notas anteriores y viceversa. Además, está el hecho de que el texto Gramsciano está estratificado, o mejor dicho, incluye notas primero eliminadas y posteriormente copiadas o reelaboradas, otras que se han quedado en su borrador original y otras que representan la segunda versión del primer tipo de notas. Gerratana nombra estos tres tipos de notas respectivamente en las categorías A, B y C. La edición reproduce los diversos tipos de textos usando un tipo de letra minúscula para las notas A.
Una sugerencia importante sobre la modalidad cronológica de la redacción de los Cuadernos la da directamente Gramsci en algunas notas, en sellos de vista de prisión o en citas de libros utilizados por Gramsci, de los que conocemos las fechas de entrada en prisión. En cuanto a la numeración, Gerratana ordena progresivamente los Cuadernos en línea diacrónica y en números arábigos, manteniendo entre paréntesis la numeración en números romanos facilitada por Tania Schucht, cuñada de Gramsci, poco después de su muerte. De esta forma, es más fácil identificar el período de redacción de cada cuaderno y, dentro de cada uno de ellos, de los diferentes párrafos. Cada párrafo tiene un título: los que se muestran entre paréntesis angulares son editoriales, mientras que los que no se colocan entre paréntesis son originales de Gramsci. Todos los títulos de las notas en su forma manuscrita tienen un signo de párrafo (§): la editorial ha optado por mantener estas indicaciones de Gramsci, añadiéndoles una numeración editorial progresiva para facilitar la consulta.
Veintinueve cuadernos fueron sometidos a este examen filológico y reproducidos íntegramente en la edición crítica: diecisiete se remontan al período de prisión en Turi, doce al de Formia. La editorial prefirió no reproducir íntegramente los otros seis cuadernos, compuestos por traducciones, para no sobrecargar un texto que ya estaba tan cargado. La documentación de estos cuadernos "eliminados" se encuentra en el último volumen de la edición, que también incluye la descripción física de todos los demás cuadernos, el bagaje crítico general, el índice de las obras citadas, el de nombres, temas y notas editoriales hechas al texto.

### Recepción del pensamiento de Gramsci
A través de la publicación de la edición crítica, el estudio de los Cuadernos de la cárcel adquiere una connotación más estrictamente científica: el texto Gramsciano se presenta en su forma original sin ser sometido a ningún forzamiento interpretativo. Respecto a Karl Marx, Gramsci escribió las siguientes palabras que parecen aplicarse a su pensamiento: "Si se quiere estudiar el nacimiento de una concepción del mundo que su fundador nunca la ha expuesto sistemáticamente […] es necesario hacer un trabajo filológico preliminar meticuloso y ejecutado con el mayor escrúpulo de exactitud, honestidad científica, lealtad intelectual, ausencia de cualquier preconcepto a priori o sesgo».
Sin embargo, cuando sale a la luz la edición de Gerratana, el debate cultural en torno a la figura de Gramsci se desvanecía lentamente. En realidad, la fortuna de Gramsci y sus Cuadernos había comenzado a crujir ya en la década de 1960 cuando nuevas corrientes políticas y culturales, nacidas dentro del movimiento de protesta europeo de 1968, parecieron en Italia al mismo tiempo sacudir y exaltar a Gramsci, distorsionando así el pensamiento o demonizarlo por considerarlo cercano al PCI y al viejo mundo político del que era necesario marcar una distancia. 
Alberto Mario Cirese, el más influyente especialista en folklore de Gramsci, brinda un testimonio sobre estas corrientes que 'utilizaron' a Gramsci y alteraron su pensamiento. Respecto al 68 Cirese afirma: «la cuestión era que en ese momento estábamos discutiendo si Gramsci había autorizado o no un uso político del folclore, que era una forma absolutamente errónea de plantear el problema, y quiero decir que aún era algo fermentando. Fue el momento en que, con motivo de una entrevista sobre Gramsci que concedí en Rinascita Sarda, semanario comunista de Cerdeña, en la que respondo a las preguntas que me hacen sobre Gramsci, el editor de la revista pone como título, sin avisarme, de Folklore como revuelta. No hay absolutamente ningún folclore como revuelta en Gramsci, en mi discurso no hay folclore como revuelta; un folclore como revuelta estalla en ese título porque era la época del folclore como cultura de contestación. Tonterías».
Por otro lado, en esos años, Gramsci no sólo fue ingenuamente exaltado y sin ninguna racionalidad científica, sino que también fue abandonado por quienes se separaron del PCI en nombre de esas alternativas políticas que se basaban en los movimientos nacientes. Giorgio Baratta recuerda: «en el 68 yo también [...] junto con muchos otros amigos de la llamada 'izquierda parlamentaria' no queríamos oír hablar de Gramsci porque lo estábamos despidiendo, por así decirlo, a la categoría de demonizado del togliatismo».
Sobre el progresivo abandono del pensamiento gramsciano entre finales de los setenta y principios de los noventa, los críticos han expresado varias posiciones interesantes. Pietro Clemente, observando una disminución en el interés por las notas demológicas de Gramsci en los últimos treinta años, afirma: «El lector más joven debe saber que los estudios demo-etno-antropológicos italianos tuvieron una relación intensa con Gramsci entre los años 1950 y 1970, suficiente para entrenar tres generaciones de académicos, la nacida en las décadas de 1920, 1930 y 1940. Pero la generación nacida en la década de 1950 se arriesgó a no tener noticias de Gramsci, salvo algunos murmullos del pasado, pero sin una alegría particular. Esto también sucedió en la historia filosófica, histórica, de los estudios de la cultura, como al unísono, víctimas de una saturación por exceso de abundancia, un gran atracón, todos habían acordado un largo ayuno desde sus Cuadernos de la cárcel. Las razones son más complejas, y obviamente hay en el medio el cambio vertiginoso de la sociedad italiana y la crisis catastrófica de la imagen del comunismo, pero la saturación parecía efectivamente cumplida».
Para muchos, la recepción de Gramsci «ha estado vinculada durante mucho tiempo, para bien o para mal, a la del PCI», no solo en los éxitos (o fracasos) electorales, sino en las dificultades encontradas en la organización interna, en los conflictos ideológicos y estratégicos que —desde finales de los setenta hasta finales de los ochenta— llevó al Partido Comunista Italiano a cambios radicales como su disolución en 1991. Una lectura similar la da Raúl Mordenti, según la cual las causas del desinterés por los Cuadernos de Gramsci radican tanto en el partido como en la cultura italiana sacudida por nuevos modelos culturales que no podían aceptar el legado de Gramsci sin contradecirse: «El nudo que unía a Gramsci a su partido era demasiado apretado y asfixiante para incluso leer a Gramsci y no verse afectado del 'compromiso histórico' del PCI y de la 'unidad nacional' y del terrorismo, y del devenir del 'estado' del PCI y del sindicato. En definitiva, de las contingencias políticas de mediados de los setenta en los que los Cuadernos de Gramsci vio (en cierto sentido: por primera vez) la luz. Minora premebant, en todos los sentidos: pensamiento débil, los nouveaux philosophes, lo posmoderno, en fin, el gran frío de los ochenta italianos. No hubo tiempo, ni forma, ni —sobre todo— motivo para leer (o releer) los Cuadernos de Gramsci».
Sin embargo, mientras que Gramsci en Italia estaba casi olvidado, el éxito de los Quaderni en el extranjero es notable: de 1927 a 1988 la bibliografía de estudios sobre los escritos de Gramsci incluyó más de siete mil títulos en 28 idiomas diferentes. El trabajo de Gramsci comenzó a viajar por el mundo desde América Latina hasta China hasta la India; Gran Bretaña, inspirada en el pensamiento Gramsciano, fundó sus Estudios culturales, que tienen su centro de excelencia en la Universidad de Birmingham, y Estados Unidos traspasó las barreras ideológicas con las que el macartismo había encerrado a la sociedad civil y al mundo académico descubriendo a Gramsci como intelectual y filósofo, más que como un hombre de partido. La historia personal de John Cammet, el principal académico estadounidense de Gramsci que en 1959 con su tesis de grado inauguró un período fructífero de estudios Gramscianos, es extraordinaria en su país; esa tesis le valió en 1960 el premio como mejor obra inédita del año por la Sociedad de Estudios Históricos Italianos; ese texto fue reelaborado durante los años sesenta y publicado en 1967 con el título Antonio Gramsci y los orígenes del comunismo italiano por la Standford University Press. Cammet es también el fundador de la International Gramsci Society, que representa desde la década de 1990, junto al Instituto Gramsci (que también debe su bibliografía a Cammet), la institución cultural más importante para la promoción de los estudios Gramscianos.